# Кенігсберг
Ке́нігсберг, Королевець (також Кьоніґсбе́рг, від нім. Königsberg) — колишнє місто в Пруссії, адміністративний центр німецької провінції Східна Пруссія з 1773 до 1945 року. У 1945 році місто було взяте штурмом радянськими військами під час Другої світової війни. 17 жовтня 1945 року за рішенням Потсдамської конференції його було передано СРСР, 4 липня 1946 року перейменований на Калінінград.

## Назва
- Кенігсбе́рг (нім. Königsberg, Німецька: [ˈkøːnɪçsˌbɛʁk] ( прослухати), їд. קעניגסבערג, рос. Кёнигсберг) — німецька назва.
- Короле́вець (пол. Królewiec, лит. Karaliaučius) — польська і староукраїнська назва, що є перекладом латинської (лат. Regiomontium).
- Куннегсгарб або Кніґсберґ (прусськ. Kunnegsgarbs, Knigsberg)

### Етимологія
Ядром міста виступив замок, заснований на місці самбійського або прусського форту Твангсте (прусськ. Twangste), що означає «загата», водоймище при греблі (етимологічно споріднене з українським «твани́сте»), а також кількох прусських поселень, включаючи село і порт Lipnick і фермерські поселення Sakkeim і Trakkeim. Новий замок при заснуванні в 1255 році отримав назву «Королівська гора» (латинською Regiomontium, пізніше Regiomonti, німецькою Кенігсберг). За найпоширенішою версією, названий так на честь короля Чехії Пржемисла Отакара II (за вирішальної допомоги якого і був заснований). Однак існують і інші тлумачення топоніма, наприклад, від прусського топоніма готського походження Konungaberg, де kuniggs — глава роду (князь), berg — брег, берег.
З моменту заснування замку сусідні народи зазвичай називали його на своїх власних мовах: лит. Karaliaučius (Караляучюс), пол. Królewiec (Крулевец) (старопольською Kralowgród — Королівський замок), чеськ. Královec (Краловец). Під ім'ям Королевец (Королевецъ) або Королевіц замок і місцевість навколо нього тривалий час, починаючи з XIII століття, згадується також у різних московських пам'ятках: літописах, книгах, атласах. У Московії ця назва широко використовувалася до Петра I та, зрідка, в більш пізній період, аж до початку XX століття, в тому числі в художній літературі, наприклад, у текстах М. Салтикова-Щедріна. Однак після Петра I і до перейменування у 1946 році росіяни частіше використовували німецький варіант.
До 1721 року офіційно назву Кенігсберг носив тільки замок, хоча задовго до цього в побуті населення об'єднало під цим ім'ям і три прилеглих міста.

## Історія

### Орденський період
Десь на рубежі X—XI століть для контролю над водними торговельними шляхами виникло прусське поселення Твангсте (прусськ. Twangste), інфраструктура цього поселення була досить розвинена. Продовольством городян забезпечувало населення прилеглого селища Липник (прусськ. Lipnick), охорону поселень в гирлі річки Прегель (прусськ. Preigile) несли воїни-дружинники, які селилися в найближчій і віддаленій окрузі Тувангсте.
Після того як війська чеського короля Пржемисла Отакара II, запрошені польським королем «для боротьби з язичниками», прийшли на допомогу лицарям, що зазнали поразки від місцевого населення, 1 вересня 1255 року на пагорбі високого правого берега в нижній течії річки Прегель, на місці зруйнованого прусського міста, лицарі Тевтонського ордену заклали замок. Польською його назвали Кролевець (пол. Królewiec) на честь чеського короля, а німецькою — Кеніґсберґ (нім. Königsberg).
Спочатку замок був дерев'яним, але в 1257 році почалося будівництво кам'яного, вірніше, цегляного замку.
У 1260 році під час Великого Прусського повстання війська кількох прусських племен обложили замок, але взяти його не змогли. Безуспішні спроби окремих прусських племен зруйнувати замок повторювалися в 1263 та 1273 роках.
У наступні роки в завойовані землі стали прибувати німецькі колоністи, вони поступово змішувалися з місцевим прусським населенням, яке згодом майже асимілювалося, втративши свою мову і культуру. У XVI столітті в Кеніґсберзі пруси ще становили близько 20 % населення.
Біля стін замку виникло поселення, яке теж стали називати Кеніґсберґом. Міське право на основі кульмського права поселенню було присуджено 28 лютого 1286 року ландмейстером Пруссії Конрадом фон Тірбергом.
Оскільки розростання Кенігсберга обмежували міські стіни, навколо нього виникали інші поселення, тому що близькість міста і замку давала багато переваг.
1300 року поселення Лебеніхт також отримало міські права. Хоча адміністративно ці два міста були незалежні, фактично вони становили єдине ціле. Це подвійне місто теж стало називатися Кенігсбергом. Щоб уникнути плутанини, початковий Кенігсберг дістав назву Альтштадт, тобто «Старе місто» Кенігсберга.
Перша згадка про будівництво Кафедрального собору — 1333 рік. Розташований в центрі міста, на острові Канта (колишній Кнайпхоф).
Третім кенігсбергським поселенням, що отримало міські права, став Кнайпхоф 1327 року. Він був відділений від Альтштадта рукавом річки Преголі (нім. Pregel— Прегель) і розташований на однойменному острові. Фактично він також був частиною Кенігсберга.
Після тринадцятирічної війни 1454—1466 років Тевтонський Орден визнав себе польським васалом і перемістив свою столицю в Кенігсберг з Маріенбурга (нині Мальборк у Польщі). В 1525 році Великий магістр Тевтонського Ордена Альбрехт перетворив теократичну державу в світське Прусське Герцогство, підвладне Польщі, а сам став герцогом. Столицею нової держави став Кенігсберг.
1523 року Хансом Вайнрайхом за сприяння герцога Альбрехта в Лебеніхті була заснована перша в Кенігсберзі друкарня, де 1524 року була надрукована перша книга. Економічною базою друкарні служили замовлення герцогського двору, церкви, міської адміністрації, а пізніше і університету.
1544 року в місті відкрився Кенігсберзький університет, названий згодом «Альбертиною» — на ім'я герцога Альбрехта.
Вотчина Польського Королівства 1466—1657.

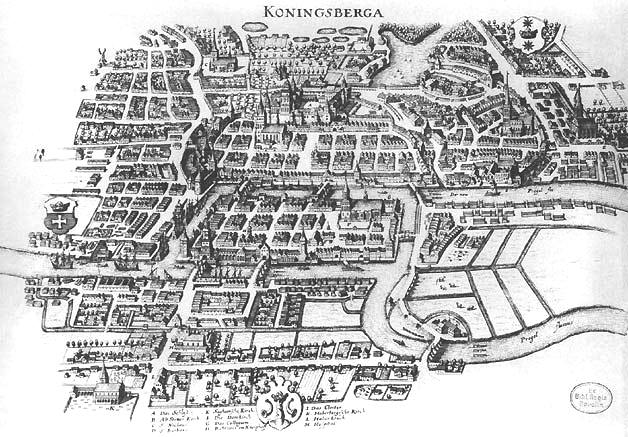
Кенігсберг 1652
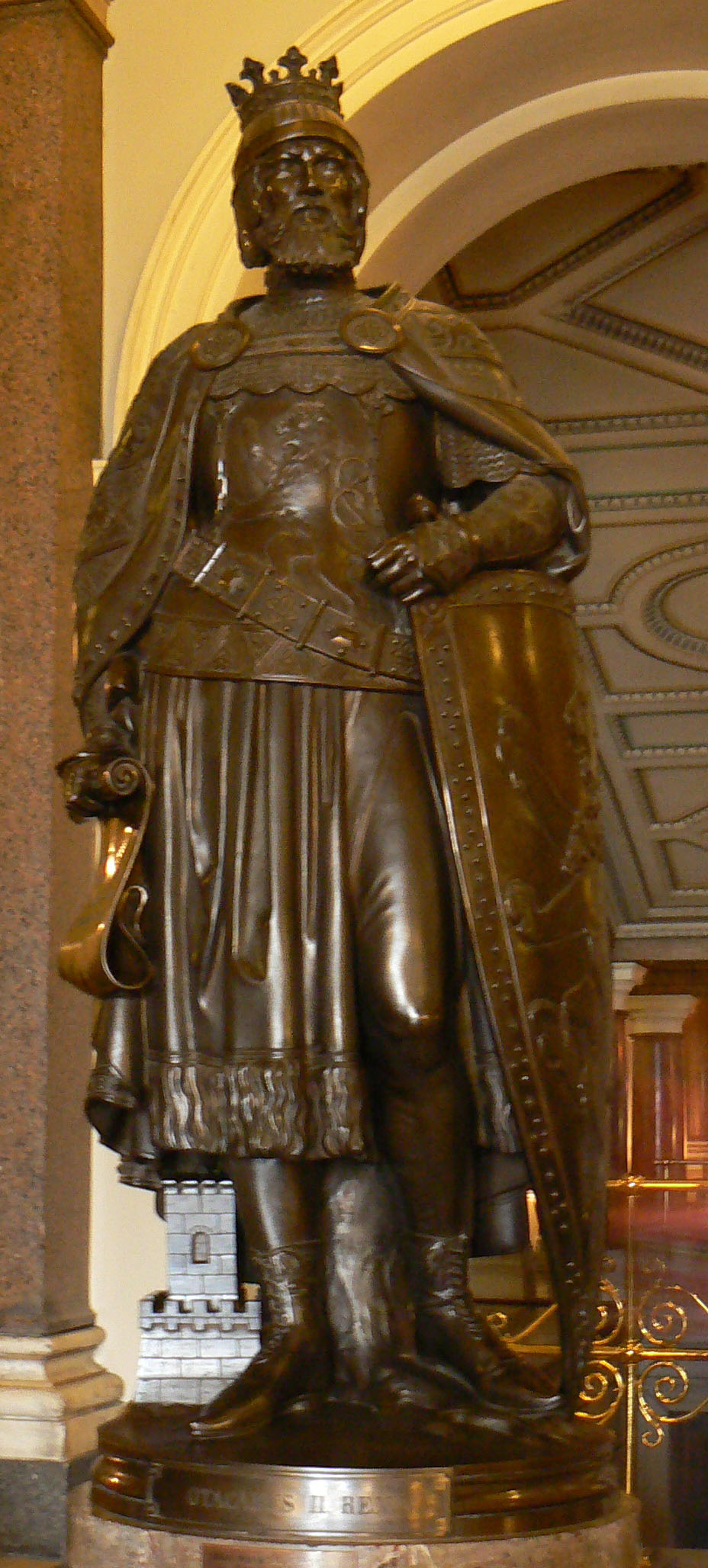
Пржемисл Отакар II
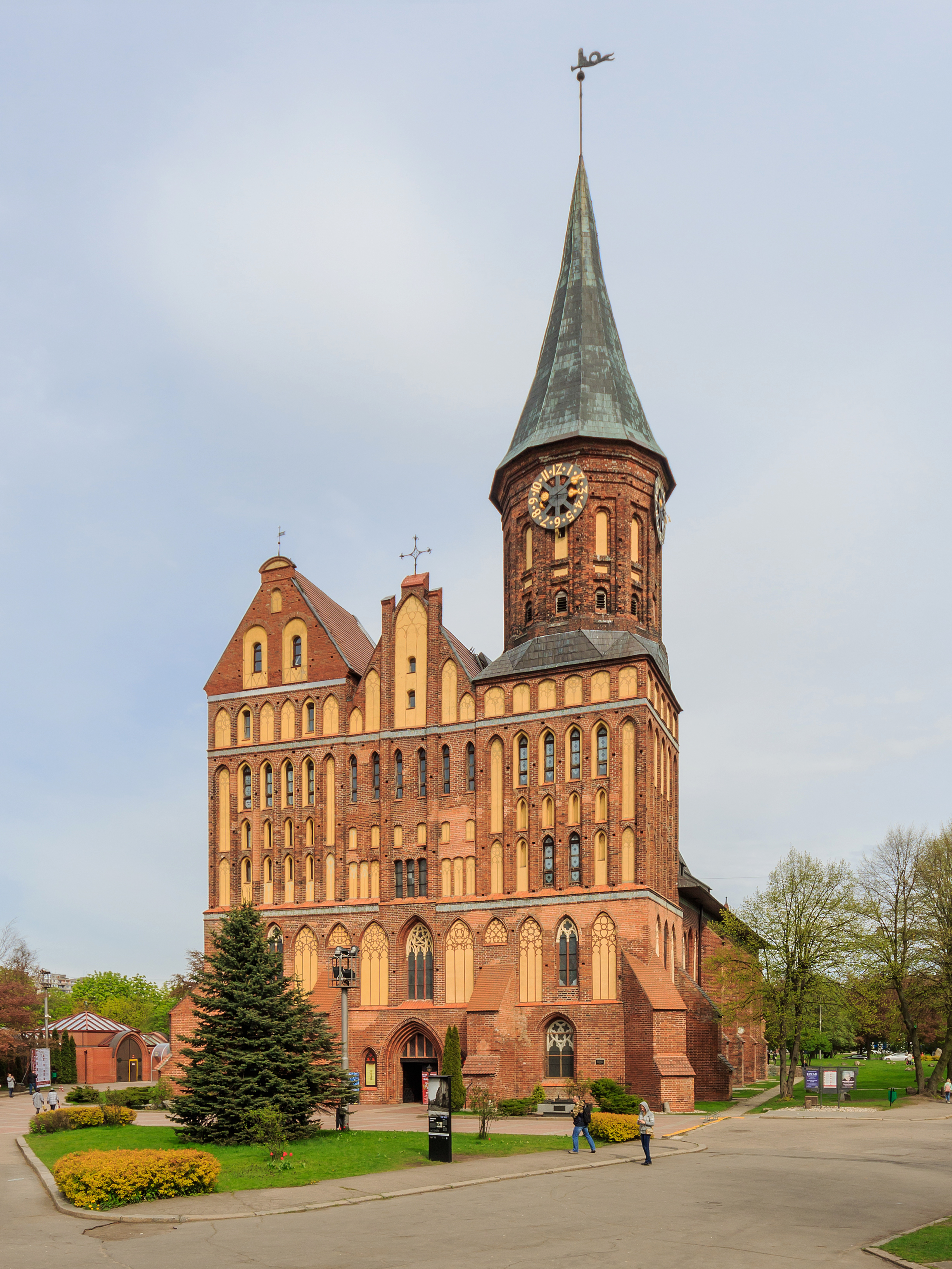
Кафедральний собор Кенігсберга, сучасний вигляд

### Доба Прусського герцогства і Прусського королівства

Герб Альтштадт Кенігсберга

З XVI століття місто стало значним центром литовської культури, тут вийшла перша книга литовською мовою, також проживали важливі діячі литовської культури Мартінас Мажвідас, Крістіонас Донелайтіс, Людвікас Реза та інші.
Щонайпізніше з 1660 року в Кенігсберзі почала виходити своя газета. Цю газету доставляли в Росію і включали в огляди європейської преси, які в Посольському наказі робили для Боярської думи і царя Олексія Михайловича.
«Потрійне» місто (Альтштадт, Лебеніхт і Кнайпхоф), яке фактично було єдиним, але складалося з трьох адміністративно незалежних частин (кожне з трьох міст мало свою ратушу, свого бургомістра, власний суд і т. д.), проіснувало до 1724 року.
1724 року три міста, численні селища, а також замок, який до того не входив до жодного з міст, а мав особливий статус урядової резиденції — були об'єднані в місто Кенігсберг.
Того ж року в Кенігсберзі народився Іммануїл Кант (1724—1804) — найбільш відомий уродженець міста за всю його історію.
Під час Семирічної війни 11 (22) січня 1758 року російські війська увійшли в Кенігсберг. Жителі міста присягнули на вірність імператриці Єлизаветі. Після цього Фрідріх Великий не відвідував місто до самої смерті. До 23 серпня (3 вересня) 1762 року місто належало Росії і було центром утвореного генерал-губернаторства Східна Пруссія. Повернуто Пруссії за умовами укладеного з нею російським імператором Петром III Петербурзького мирного договору.
1776 року в Кенігсберзі народився відомий письменник Ернст Теодор Амадей Гофман (1776—1822).

### Розвиток міста в XIX столітті

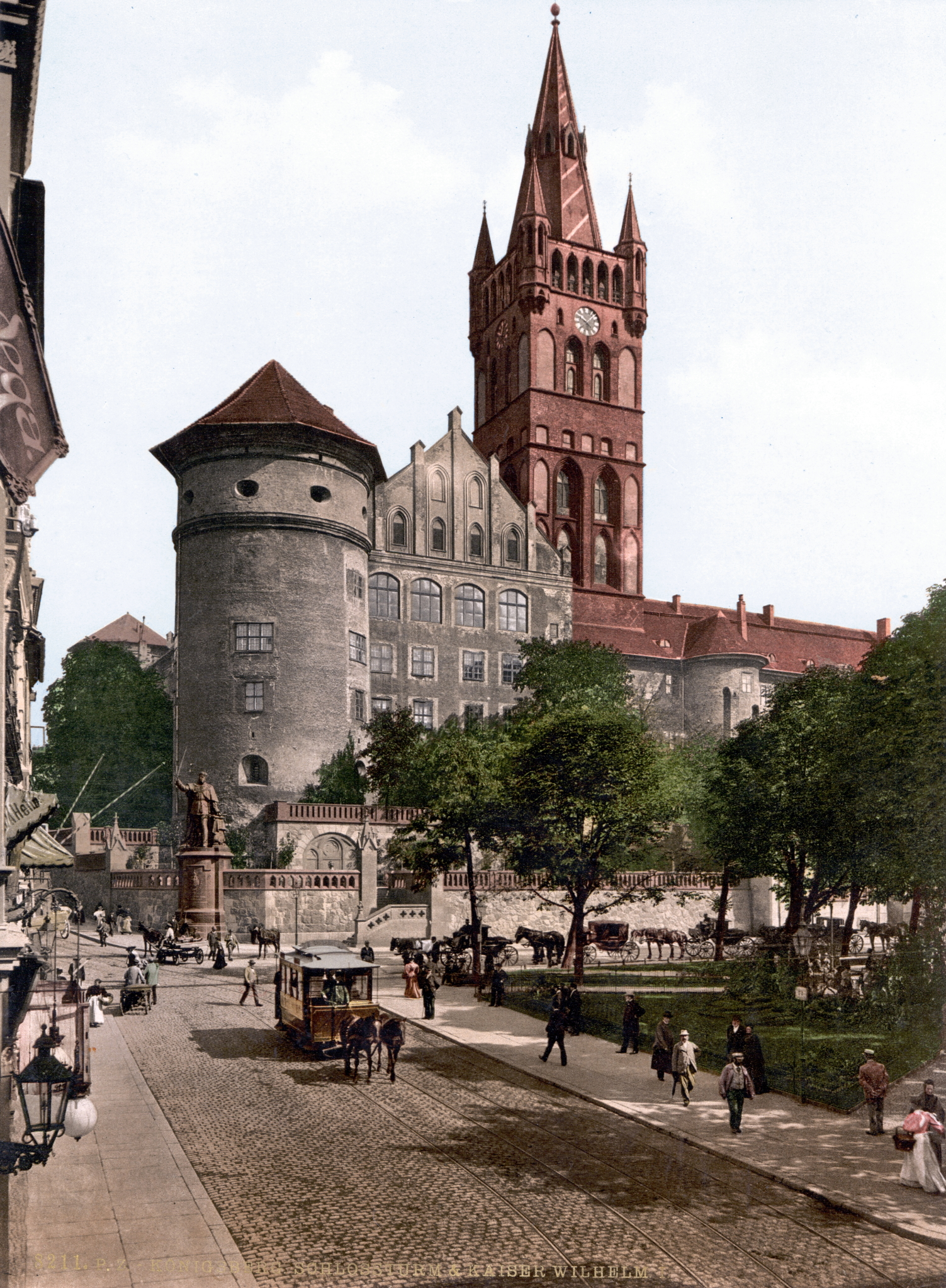
Замок Кенігсберг, фото початку XX століття

Протягом XIX століття проводилася модернізація оборонних споруд міста. Було побудовано безліч бастіонів, равелінів, оборонних валів, більшість з яких збереглися до наших днів. Особливий інтерес представляють міські ворота. Вони були зведені в неоготичному стилі і є цікавими архітектурними пам'ятками.
У XIX столітті місто значно виросло. 1782 року в місті було 31 368, 1888-го — 140 909, в 1910-го — 249 600, 1939 року — 373 464 жителів. Залізниця прийшла в Кенігсберг 1857 року, а 1862-го вона зімкнулась із залізницями Росії.
У зв'язку зі зростанням міста виникла потреба в громадському транспорті. У травні 1881 року в Кенігсберзі відкрили перший маршрут конки (того ж року в Берліні вже був запущений електричний трамвай). Власниками конки були акціонерні товариства. У порівнянні з дрожками вартість поїздки на конці була набагато демократичніша: від 10 до 20 пфенігів (залежно від відстані) проти 60 пфенігів за одного пасажира, 70 пфенігів за двох, 80 за трьох і марки за чотирьох пасажирів на дрожках.
А в травні 1895 року на вулиці вийшли перші трамваї. 1901 року місто викупило всі лінії конки (за винятком ліній в Хуфені) і приступило до їх електрифікації.

### Кенігсберг— Калінінград у XX столітті

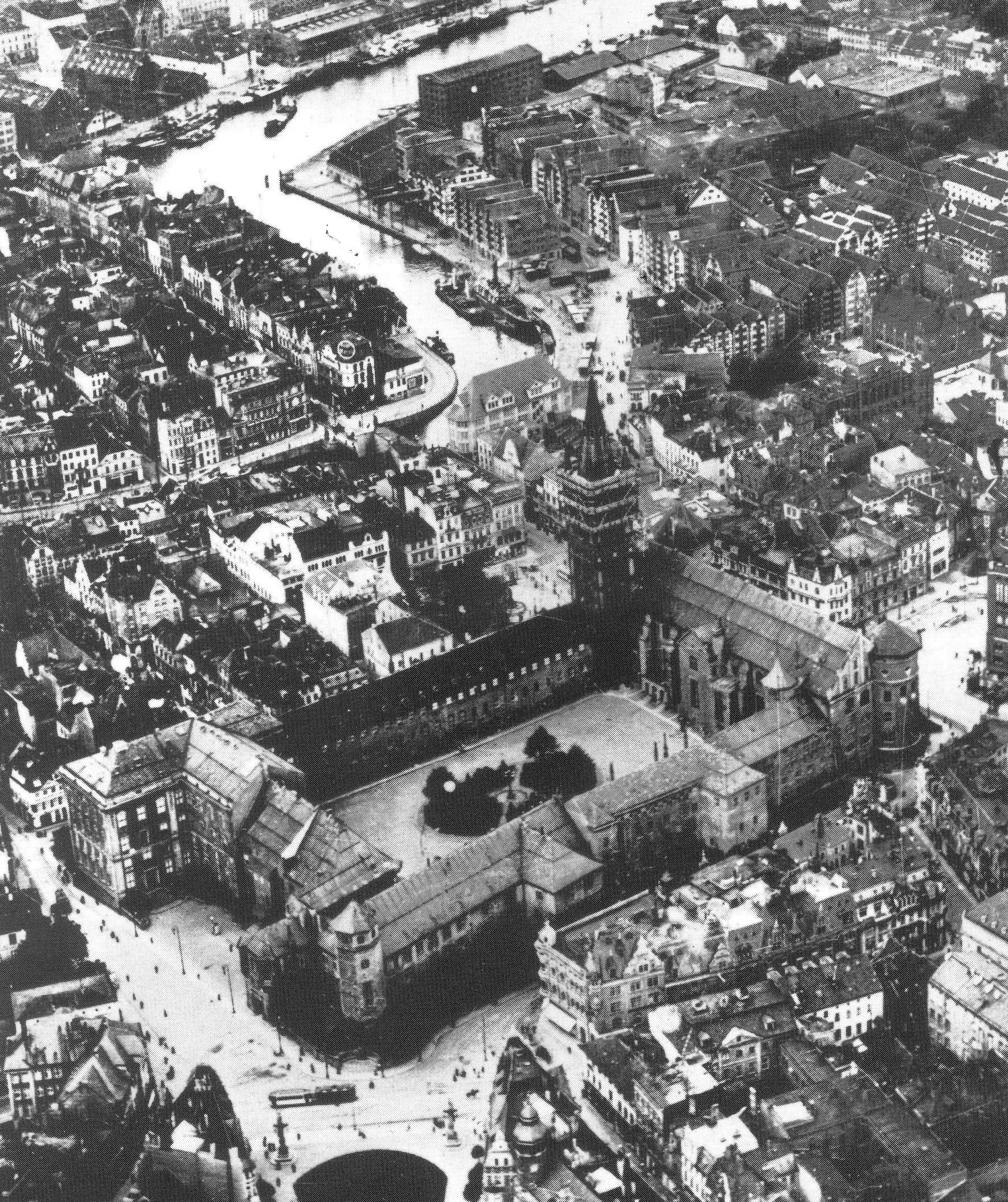
Кенігсберг (1925)

1919 року в Кенігсберзі був відкритий аеропорт Девау — перший аеропорт Німеччини і один з перших в Європі і світі. 1922 року було організовано повітряне сполучення Кенігсберг — Рига — Москва.
У XX столітті місто значно розширилося та вийшло за межі оборонного кільця. Були побудовані нові вокзали, в тому числі Головний вокзал, багато житлових будинків, приміські райони (наприклад, Амаліенау), створені в рамках програми «Місто-сад», кірхи, офісні будівлі в югендстилі і стилі баугауз. Особливо великий внесок у зміну вигляду міста внесли в цей період архітектори Ганс Гопп і Фрідріх Гайтманн.
У місті проводився Східний ярмарок, головним виставковим залом якого був Будинок техніки.
Велика увага приділялася спорудженню пам'ятників і малої міської скульптури, для створення якої широко залучалися випускники та викладачі Кенігсберзької академії мистецтв (особливо істотний внесок внесли скульптори Фрідріх Ройш і Станіслав Кауер). Була проведена реконструкція і археологічні дослідження в замку.

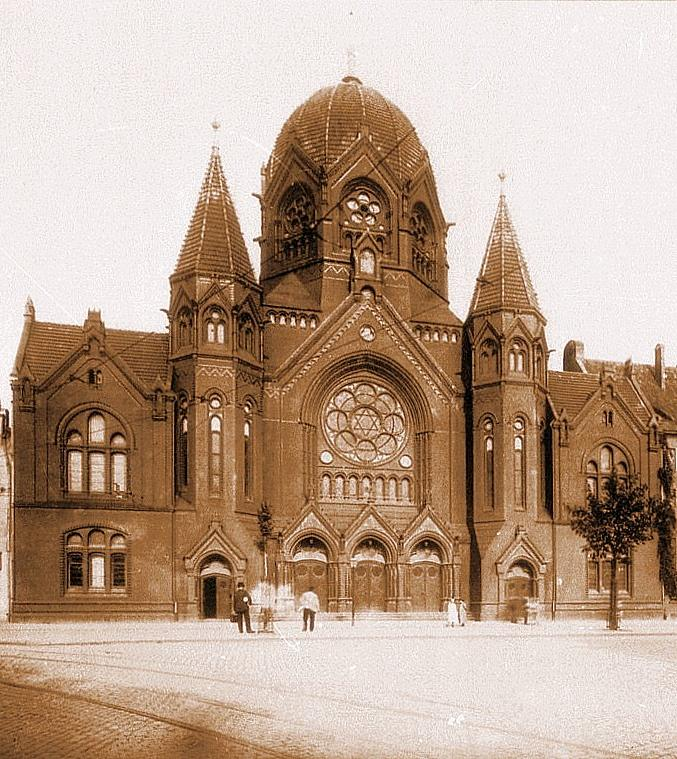
Нова Синагога, 1894—1896 років

Після приходу нацистів до влади, під час «Кришталевої ночі», в Кенігсберзі була зруйнована Нова Синагога, побудована в 1894—1896 роках, гауляйтером Еріхом Кохом активно пропагувався мілітаризм.
Ще до кінця Другої світової війни, в серпні 1944 року місто Кенігсберг було сильно зруйноване британськими бомбардувальниками в ході операції «Відплата». Піддався бомбардуванням в основному центр міста, де практично не було військових об'єктів. Загинуло багато мирних жителів, згоріло старе місто і безліч пам'ятників старовини, сильно постраждав замок. Пізніше місто було взято штурмом радянськими військами.
До штурму з зими 1944—1945 років місто і гарнізон під командуванням генерала Ляша перебували в оточенні. Штурм розпочався 5 квітня, особливою запеклістю відрізнявся бій за п'ятий форт. В ході цього штурму радянськими військами 3-го Білоруського фронту під командуванням маршала Василевського була вперше застосована тактика початку піхотної атаки до закінчення артилерійської підготовки, що дозволило уникнути вогню противника на підході до укріплень і застати гарнізон укріплень зненацька. Зворотною стороною медалі з'явилися значні втрати від вогню власних військ (артпідготовки); поміж інших великих втрат зазнали добірні гвардійські частини, пам'ять про них згодом була увічнена в монументі «1200 гвардійцям», розташованому в центрі міста на Гвардійському проспекті. А 10 квітня над вежею «Дер Дона», де нині розташований музей бурштину, було піднято червоний прапор, що позначає кінець німецької історії міста.
У СРСР в честь зайняття Кенігсберга було запроваджено 9 червня 1945 року медаль «За взяття Кенісгсберга».
За рішенням Потсдамської конференції північна частина німецької провінції Східна Пруссія разом зі своєю столицею — Кенігсбергом — підлягала передачі Радянському Союзу. Пізніше при підписанні договорів про кордони Кенігсберзька область була визнана володінням Радянського Союзу.
Залишилося тільки 20 000 з 370 000 німецьких жителів, які жили в ньому до війни. Хоча відразу після війни почалася робота з адаптації німців до нової влади — виходила газета «Новий час» німецькою мовою, були організовані школи, де викладання велося німецькою, було прийнято рішення про виселення німецького населення в Німеччину. Майже всі вони були відправлені до Німеччини до 1947 року, тільки деякі фахівці допомагали відновлювати роботу підприємств аж до 1948 і навіть до 1950 років, але і їм було відмовлено в отриманні радянського громадянства, і згодом вони були депортовані до Німеччини. Замість них у місто були переселені радянські громадяни.
4 липня 1946 після смерті «всесоюзного старости» М. І. Калініна на його честь Кенігсберг перейменовано в Калінінград, хоча Калінін не мав жодного прямого стосунку до міста, — а на карті СРСР вже були міста Калінін (нині Твер) і Калінінград під Москвою (нині Корольов).

## Руїни Королівського замку
Після Другої світової війни на місці руїн Королівського замку епізодично проводилися розкопки. 1969 року за рішенням першого секретаря обкому КПРС Миколи Коновалова руїни замку були підірвані, незважаючи на безліч протестів.
Однак територія замку залишається незабудованою, і питання про систематичні археологічні розкопки цієї пам'ятки XIII століття залишається відкритим. Міська адміністрація в 2010 році пропонувала провести навесні 2011 року референдум про необхідність відновлення замку.

## Пам'ятники, втрачені після Другої світової війни
- Пам'ятник Фрідріху I (1697, Андреас Шлютер)
- Пам'ятник Фрідріху Вільгельму I в ніші біля південної стіни замку (1730, Йоганн Майсснер)
- Кінний пам'ятник Фрідріху Вільгельму III на Парадеплац близько університету (1851, Август Кісс, Рудольф фон Принтц) Фото
- Пам'ятник Вільгельму I (1894, Фрідріх Ройш) у замку
- Пам'ятник Бісмарку (1901, Фрідріх Ройш) на площі біля замку
- Скульптура «Німецький Міхель» (1904, Фрідріх Ройш) у вежі Врангель
- Скульптура «Лучник» (1908, Фріц Гайнеманн) біля Замкового ставка
- Пам'ятник фельдмаршалу Людвігу Йорку (1913, Вальтер Розенберг)
- Пам'ятник воїнам, загиблим у роки Першої світової війни (Мати, що проводжає сина на фронт, 1920)
- Кінна статуя кірасира Врангелівського полку з прапором у руці (1934, Отто Еміль Ріхтер)
- Скульптурна група «Молодіжний порив» (Х. Альбрехт) біля Вищої торговельної школи (нині Калінінградський технічний коледж)
- Бюст королеви Пруссії Луїзи (1874, Християн Раух) біля кірхи її імені
- Професорське кладовище (Калінінград)

## Уродженці
- Кете Колльвіц — німецька художниця, графік і скульптор зламу 19-20 століть.
- Ернст - Теодор - Амадей Гофман  — німецький письменник, художник і композитор.
- Ульріх Шнафт —солдат Ваффен-СС, учасник Другої світової війни.

## Освіта
- Кенігсберзький університет